# Lamprotatus splendens
Lamprotatus splendens är en stekelart som beskrevs av John Obadiah Westwood 1833. Lamprotatus splendens ingår i släktet Lamprotatus och familjen puppglanssteklar. Arten är reproducerande i Sverige. Inga underarter finns listade i Catalogue of Life.